# Стежками Каменяра

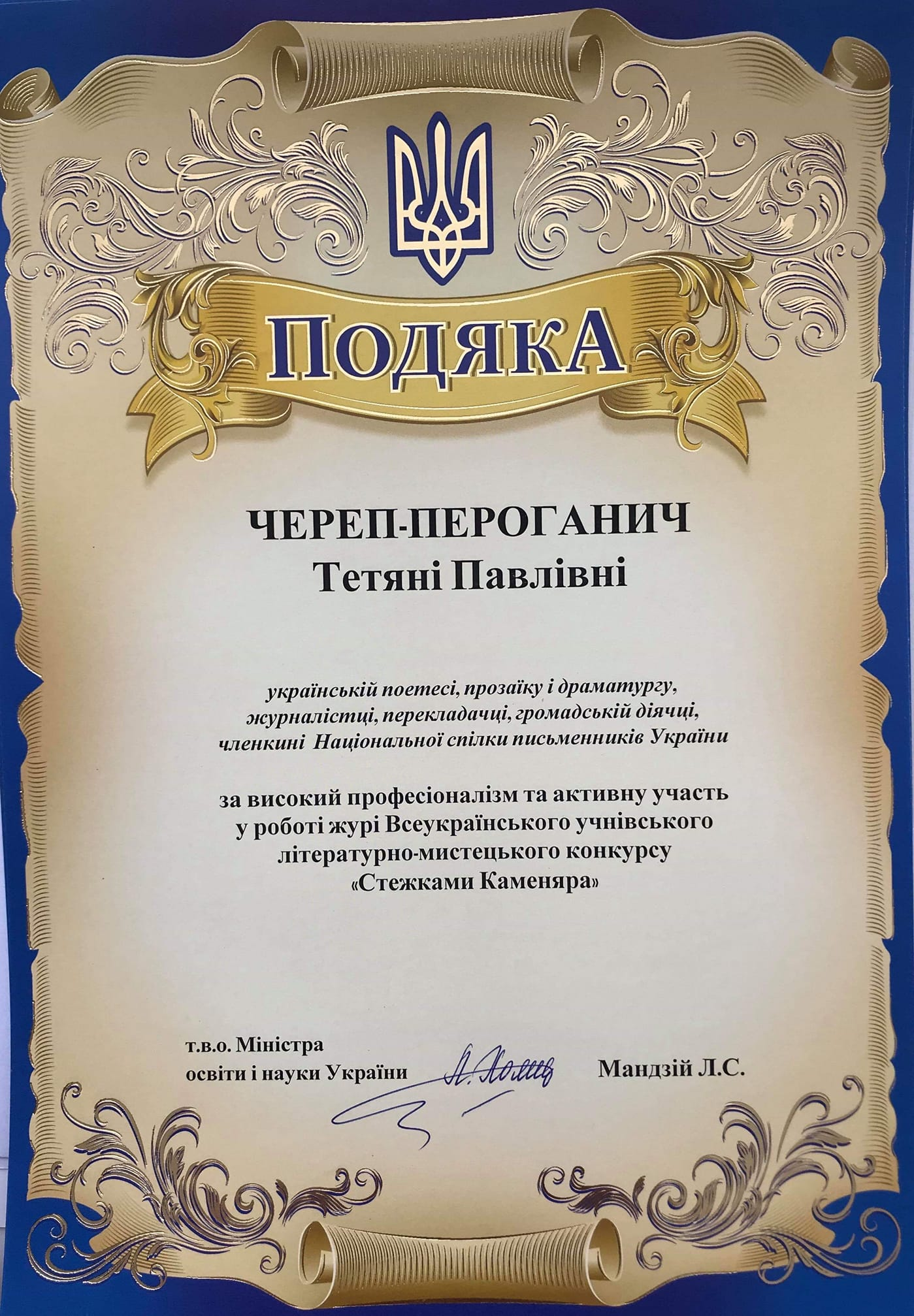
Подяка Міністра освіти і науки України за участь у журі конкурсу, травень 2020

«Стежками Каменяра» — всеукраїнський учнівський літературно-мистецький конкурс. Керівниця конкурсу — співзасновниця Міжнародного фонду Івана Франка Ольга Нижник.

## Мета
Метою конкурсу є посилення творчої мотивації у вивченні учнями закладів загальної середньої освіти творчості Івана Франка через створення літературно-мистецьких творів у різних жанрах, у яких творив Іван Франко, дослідження літературної спадщини Івана Франка, його наукової, культурологічної та громадської діяльності.

## Номінації
Конкурс проводиться з 2017 року. Спочатку було чотири номінації і дві вікові категоріїх — 6-11 років та 12-16 років: «Проза», «Поезія», «Драматургія» та «Краща ілюстрація до творів Івана Франка». З 2022 року у трьох номінаціях: «Проза», «Поезія» та «Краща ілюстрація до творів Івана Франка» і трьох вікових категоріях: 6-9 років, 10-13 років, 14-16 років.

## Історія
20 грудня 2017 року було підписано Протокол про заснування конкурсу. Співзасновниками творчого змагання стали Міністерство освіти і науки України, БО «Міжнародний фонд Івана Франка» та ГО «Львівське товариство у м. Київ».
У 2019 році до засновників приєднався «Львівський національний університет імені Івана Франка». У 2023 році до засновників конкурсу доєднався Київський національний університет імені Тараса Шевченка.

## Альманах
Альманах дитячих творів переможців конкурсу «Стежками Каменяра» вийшов друком 2023 року, виданий за підтримки Українського культурного фонду в рамках реалізації проєкту «Дитячі музи, як сучасні аркебузи». До Альманаху увійшло 150 дитячих творів, які перемагали у всеукраїнському конкурсі «Стежками Каменяра» з 2017 по 2023 рік, а також відгуки членів журі конкурсу Ярослава Гарасима, Майї Мозер, Світлани Молочко, Тетяни Череп-Пероганич, Тетяни Шарової і Святослава Пилипчука. Автор вступу — Ольга Нижник, керівниця проєкту «Дитячі музи, як сучасні аркебузи».
Для завантаження доступна електронна версія альманаху.

## Переможці
2018
2017 року конкурс проводився вперше, участь у ньому взяли участь 1811 школярів з усіх регіонів України. В учнівських роботах журі оцінювало художньо-мистецьку цінність, патріотизм, соціальну значущість робіт. Координувала проект співзасновниця Міжнародного фонду Івана Франка Ольга Нижник.
Номінація «Драматургія»:
- у віковій категорії 6-11 років перемогла робота Морозан Марії «Свято мови» (Одеська обл., м. Кілія, Кілійський НВК (ЗОШ № 3 — ліцей, 7 клас);
- у віковій категорії 12-16 років перемогу здобула п'єса Гузелик Андріани «Диво-скринька» (Тернопільська обл., м. Теребовля, ЗОШ № 1, 10 клас).

Номінація «Поезія»:
- у віковій категорії 6-11 років найбільшу кількість голосів журі здобула робота Усенко Маргарити «З Україною в серці» (м. Суми, спеціалізована школа № 25, 5 клас);
- у віковій категорії 12-16 років перемогла поезія Дорошенко Анастасії «Чорна чайка» (Чернігівська обл., м. Прилуки, гімназія № 5 імені В. Затолокіна, 10 клас).

Номінація «Проза»:
- у віковій категорії 6-11 років перемогла казка Бадири Анни «Фарбований лис» (Волинська обл., м. Ковель, гімназія ім. Олени Пчілки, 1(5) клас);
- у віковій категорії 12-16 років перемогла робота Яненко Вікторії «Герої не вмирають!» (Полтавська обл., м. Кременчук, школа-інтернат при Кременчуцькому педагогічному коледжі ім. А. Макаренка, 9клас).

Номінація «Найкраща ілюстрація до творів Івана Франка»:
- у віковій категорії 6-11 років перемогла робота «Фарбований лис» за авторства Кондрин Аліни (Івано-Франківська обл., м. Долина, сп.школа — інтернат, 5 клас);
- у віковій категорії 12-16 років перемогла картина Головатюк Ольги під назвою «Боротьба за життя» (Київська обл., с. Шпитьки, 9 клас).

Окремі нагороди від онука Івана Франка — Роланда Франка — отримали
- Касянчук Надія за поезію «Рядками нічної метушні» (м. Тернопіль, Українська гімназія ім. І. Франка, 10 клас),
- Чухліб Максим за прозу «Син народу, що вгору йде!» (м. Львів, ССЗШ № 18, 11 клас),
- Зіньківський Дмитро «Непоборимий син землі!» (Луганська обл., с. Зориківка, ЗОШ I—III ступенів, 6 клас «.

Нагородження переможців першого Всеукраїнського учнівського літературно-мистецького конкурсу „Стежками Каменяра“ відбулося 1 червня у місті Києві біля погруддя Івана Франка.
2019
У 2019 році до участі у конкурсі допущено 1756 робіт учнів з усієї України. Найбільше творчих робіт представлено у номінації «Найкраща ілюстрація до творів Івана Франка» — 54,7 %; у номінації «Поезія» — 24,3 %; «Проза» — 19,7 %; «Драматургія» -1,7 %.
Журі Всеукраїнського учнівського літературно-мистецького конкурсу «Стежками Каменяра» визначило переможців серед 1756 робіт учнів віком від 6 до 16 років.
Під час дводенного фестивалю «Країна Франкіана» 25 травня 2019 року відбулася урочиста церемонія нагородження переможців Всеукраїнського учнівського літературно-мистецького конкурсу «Стежками Каменяра» в місті Києві біля пам'ятника Іванові Франку. Цього року збільшено кількість призерів — по три призових місця у кожній з чотирьох номінацій та у кожній віковій категорії відповідно.
2020
У 2019 році на конкурс надійшло 1425 учнівських робіт у чотирьох номінаціях — «Проза», «Поезія», «Драматургія», «Краща ілюстрація до творів Івана Франка» — у двох вікових категоріях: 6-11 років та 12-16 років відповідно Найактивнішими за кількістю надісланих робіт були учні з центральної України — 30 %. Серед областей лідирують Донецька і Дніпропетровська області, які надіслали на конкурс 290 робіт. Найменш активними були учні з Миколаївської, Рівненської і Закарпатської областей — 54 роботи.
24 учні стали переможцями всеукраїнського літературно-мистецького конкурсу «Стежками Каменяра»
Спеціальні призи від онука Івана Франка — Роланда Франка — отримали
- Романчукевич Вероніка, учениця 2-го класу спеціалізованої школи з поглибленим вивченням іноземних мов № 112 імені Т. Шевченка; Капран Євгеній.
- Івахів Єлизавета, учениця 9-го класу Липівського НВК Львівської області Івахів Єлизавета, учень 8-го класу Левківської ЗОШ Харківської області;
- Капран Євгеній, учень 8-го класу Левківської ЗОШ І-ІІІ ступенів Харківської області.

2021
28 учнів стали переможцями щорічного всеукраїнського літературно-мистецького конкурсу "Стежками Каменяра" Загалом на конкурс надійшло 1070 учнівських робіт з України, Австралії, Канади, Швеції, Бельгії, Великої Британії, які змагалися у чотирьох номінаціях – "Проза", "Поезія", "Драматургія" та "Найкраща ілюстрація до творів Івана Франка" – у двох вікових категоріях: 6-11 та 12-16 років.
2022
Переможцями щорічного всеукраїнського літературно-мистецького конкурсу «Стежками Каменяра» стали 27 учнів. Цьогоріч на конкурс надійшло 2665 учнівських робіт з усіх областей України у трьох номінаціях – «Проза», «Поезія» та «Найкраща ілюстрація до творів Івана Франка» – у трьох вікових категоріях: 6-9 років, 10-13 років та 14-16 років відповідно. За рейтингом експертного оцінювання у кожній номінації та віковій категорії було визначено по три переможці.
2023
Цьогоріч у змаганні взяли участь 2095 учнів з усіх областей України, зокрема із тимчасово окупованих територій та зони активних бойових дій. У номінації «ПРОЗА» за перемогу змагалися 294 учасники. У номінації «ПОЕЗІЯ» найкращі роботи обирали серед 432 учасників. У номінації «Краща ілюстрація до творів Івана Франка» конкуренція була найвищою – 1353 мистецькі роботи. Перемогу в конкурсі здобули учнівські роботи, які мали оригінальність творчого задуму, високий рівень літературного викладу, новизну, художньо-мистецьку цінність, соціальну значущість та були виконані з дотриманням норм академічної доброчесності. 